# Депрессия (экономика)
Депрессия (лат. depressio — подавление) — одна из фаз экономического цикла, которая характеризуется глубоким и продолжительным спадом экономической активности. Во время депрессии снижаются инвестиции, объём производства (валовой внутренний продукт), совокупный спрос на товары и услуги, значительно растёт безработица. 
Депрессия является разновидностью рецессии. Различие между ними заключается только в глубине и продолжительности спада. Депрессия отличается от стагнации тем, что в период стагнации ВВП не растёт или растёт незначительно, а во время депрессии он сильно падает. Все три явления — рецессию, депрессию и стагнацию — можно рассматривать как различные проявления экономического кризиса.

## История
Термин «депрессия» начал использоваться в XIX — первой половине XX века. За всю экономическую историю названия депрессии удостоились два события. Первоначально депрессией называли Долгую депрессию 1873—1896 гг., которая была общемировой. Долгая депрессия по разному протекала в различных странах. Например, в США считают, что Долгая депрессия длилась с 1873 по 1879 год. Спад длился 65 месяцев и был самым длинным за всю экономическую историю страны. За спадом последовало ещё несколько экономических циклов, однако в целом экономика в этот период росла очень быстро. В мире от Долгой депрессии больше всего пострадали страны Западной Европы, в частности Великобритания. Однако надо учитывать, что этот вывод сделан с учётом имеющейся статистики. 
Особое значение термин «депрессия» приобрёл после событий 1929—1933 гг., которые получили название Великой депрессии. Общая продолжительность спада в экономике составила 43 месяца.

## Определение
Депрессия является разновидностью рецессии. Её можно охарактеризовать как период между пиком и дном экономического цикла, в течение которого происходит существенное снижение экономической активности, которое распространяется на всю страну и может длиться от нескольких месяцев до более чем одного года. Не существует чёткого критерия, отличающего рецессию от депрессии, поэтому депрессиями обычно называют наиболее глубокие и продолжительные спады. Чаще всего суждения выносятся экспертами постфактум. Например, в США за датировку фаз экономического цикла отвечает Комитет по датировке бизнес-циклов Национального бюро экономических исследований. 
В таблице приведены пять наиболее продолжительных спадов в экономике США, включая Долгую и Великую депрессии, которые занимают первое и второе место.
| Пик          | Дно          | Продолжительность спада, мес. |
| ------------ | ------------ | ----------------------------- |
| Октябрь 1873 | Март 1879    | 65                            |
| Август 1929  | Март 1933    | 43                            |
| Март 1882    | Май 1885     | 38                            |
| Апрель 1865  | Декабрь 1867 | 32                            |
| Январь 1910  | Январь 1912  | 24                            |

## Причины
Причиной депрессии в экономике может стать любое событие, которое так или иначе способно вызвать заметное падение спроса потребителей на рынке благ. Выделяют следующие факторы, которые могут спровоцировать начало экономический депрессии:
- Политическое событие. Таковыми могут послужить политический конфликт между государствами, в том числе вооружённый (война), нестабильная политическая обстановка внутри государства, несовершенства внутренней политики и др.
- Изменение государственных расходов. Государство участвует на рынке наравне с другими потребителями, и колебания структуры и величины расходов такого крупного субъекта прямо или косвенно влияют на спрос населения в целом.
- Изменение затрат на производство. Какое-либо событие способно значительно изменить затраты производителей благ. К подобным событиям, например, можно отнести резкое подорожание сырья, используемого при производстве, подорожание ресурсов, ввозимых из-за рубежа, введение в государстве нового или повышение уже существующего налога (например, НДС) и др. Повышение затрат на производство благ приводит к повышению цен, а следствием этого, в свою очередь, может стать резкое падение спроса на блага.
- Технологическое открытие. Причиной одновременного изменения спроса производителей или потребителей благ может быть изобретение нового способа производства или нового блага. Изобретение нового способа производства приведёт к повышению спроса производителей благ на новое оборудование и технологии и резкому падению спроса на «старое». Изобретение нового блага приведёт к аналогичным последствиям в отношении потребителей соответственно.
- Деловые циклы. При полном отсутствии других причин спрос на рынке благ может меняться в результате такого явления, как деловые циклы — периодической смены конъюнктуры на разных рынках[6].

## Механизм распространения
Первым сигналом к развитию депрессии является резкое и неожиданное падение спроса на блага. Такое внезапное уменьшение спроса провоцирует понижение объёма продаж. При такой ситуации производителям благ не остаётся ничего, кроме как снизить спрос на «труд»: сокращается штат, увольняются «лишние» рабочие. Помимо этого, производителям придётся уменьшить объёмы закупок промежуточных благ — следовательно, производители промежуточных благ сделают то же самое уже со своим рабочим персоналом. Образовавшееся в результате этого огромное число безработных — один из первых главных признаков депрессии. На время поиска работы покупательная способность безработных также снижена. Увеличение безработицы происходит кумулятивно, путём накопления последовательных изменений.
Следующий этап развития депрессии — изменение ожиданий производителей и потребителей. Изменение ожиданий производителей заключается в том, что производители, рассчитывая на некоторый будущий объём спроса на свою продукцию, принимают решения об инвестициях. Однако, впоследствии повышения спроса не наблюдается, и производители вновь терпят колоссальные убытки. Изменение ожиданий производителей может пойти и по другому пути: они начнут опасаться, что спрос на их продукцию в будущем будет низким, и не станут покупать новые капитальные блага для поддержания или расширения производства. Это, в свою очередь, приведёт к застою. Измениться могут и ожидания потребителей. Те из них, которые всё ещё трудоустроены, опасаясь потерять работу и, соответственно, источник доходов, могут не предпринимать больших покупок и отложить деньги «на потом». Это вновь приводит к очередному падению спроса на блага.
Происходит цепная реакция — ухудшения порождают друг друга.
Насколько быстро общество сможет справиться с депрессией, зависит от совершенства рынков и таких факторов, как: гибкость заработной платы и цен, информированность о происходящем и др.